# Konstantyn IV Chliaren
Konstantyn IV Chliaren, gr. Κωνσταντίνος Δ΄ Χλιαρηνός (zm. w maju 1157) – ekumeniczny patriarcha Konstantynopola w latach 1154–1157.

## Życiorys
Był patriarchą Konstantynopola od listopada 1154 do końca maja 1157 r.